# Liste der Flaggen im Main-Tauber-Kreis
Diese Liste beinhaltet alle Flaggen im Main-Tauber-Kreis in Baden-Württemberg, inklusive historischer Flaggen.
In Baden-Württemberg werden zweibahnige Flaggen verliehen, deren Farben den Wappenfarben entsprechen. Dabei wird oft als erste Farbe der Flagge (links vom Betrachter) die Farbe der Wappenfigur und als zweite Farbe die des Wappengrundes genommen. Flaggen, die vor Inkrafttreten der deutschen Gemeindeordnung 1935 geführt wurden, dürfen beibehalten werden, auch wenn diese nicht den heutigen Bestimmungen in Baden-Württemberg entsprechen.

## Main-Tauber-Kreis
| Landkreis         | Flagge | Kommentare |
| Main-Tauber-Kreis |        | Wappen am 19. März 1974 vom Innenministerium verliehen: „In Rot drei mittlere aufsteigende silberne (weiße) Spitzen ('Fränkischer Rechen'), darüber ein sechsspeichiges silbernes (weißes) Rad, darunter ein schwarzes Kreuz mit Tatzenenden (Deutschordenskreuz).“ Flagge: Rot-Weiß. |

## Flaggen der Städte im Main-Tauber-Kreis
| Stadt              | Flagge | Kommentare |
| Bad Mergentheim    |        | Heutiges Wappen erscheint in ältesten, seit 1342 belegten Siegeln. Wappenfarben im Jahre 1942 endgültig festgelegt. Flagge am 17. April 1967 vom Innenministerium verliehen: „In Silber (Weiß) ein durchgehendes schwarzes Kreuz, belegt mit einem ledigen goldenen (gelben) Kreuz, im goldenen (gelben) Herzschild ein schwarzer Adler; in den Winkeln oben je ein sechsstrahliger, überzwercher roter Stern, unten je eine fünfblättrige rote Rose.“ Flagge: Rot-Weiß.                                                                                    |
| Boxberg            |        | Wappen erscheint in seit 1480 belegten Siegeln, Farben seit 1594 nachweisbar. Wappen der neuen Stadt am 10. März 1977 vom Landratsamt Main-Tauber-Kreis verliehen: „In Gold (Gelb) auf grünem Dreiberg ein aufgerichteter schwarzer Bock.“ Flagge: Schwarz-Gelb-Grün. |
| Creglingen         |        | Hohenlohesches Wappen in Siegeln seit 1437 belegt. Wappen und Flagge der neuen Stadt am 21. Dezember 1976 vom Landratsamt Main-Tauber-Kreis verliehen: „In Silber (Weiß) zwei rot bewehrte und rot bezungte, hersehende schwarze Löwen (Leoparden) übereinander.“ Flagge: Schwarz-Weiß. |
| Freudenberg        |        | Wappen und Flagge am 6. Dezember 1962 vom Innenministerium verliehen: „In geviertem Schild; Feld 1: In Silber (Weiß) ein halber, rot bewehrter und rot bezungter schwarzer Adler am Spalt; Feld 2: In Blau ein goldener (gelber) Wellenbalken; Feld 3: In Blau eine sechsblättrige goldene (gelbe) Rose; Feld 4: In Silber (Weiß) ein gerundeter schwarzer Dreifels.“ Flagge: Gelb-Blau. |
| Grünsfeld          |        | Wappenfiguren erscheinen im ältesten, von 1386 bis 1450 nachweisbaren Siegelbild: „In Gold (Gelb) eine silberne (weiße) Lilie, an deren Bund angelehnt vorne ein goldener (gelber) Dreieckschild mit fünf roten Balken, hinten ein silberner (weißer) Halbrundschild mit einem blauen Pfahl.“ Flagge: Weiß-Blau-Weiß. |
| Külsheim           |        | Brunnen erscheint in Siegeln seit 1836. Flagge am 16. September 1980 vom Landratsamt Main-Tauber-Kreis verliehen: „In Blau auf zweistufigem Sockel ein goldener (gelber) Dreischalenbrunnen, oben mit aufsteigendem und geteiltem, silbernem (weißem) Wasserstrahl sowie mit zwei ins mittlere und vier ins untere Becken fallenden silbernen (weißen) Wasserstrahlen.“ Flagge: Grün-Weiß. |
| Lauda-Königshofen  |        | Würzburger Fähnlein aus dem alten Wappen Laudas in Siegeln seit 1561 nachweisbar. Königskrone aus dem seit 1599 in Siegeln belegten ehemaligen Königshofener Wappen. Wappen und Flagge am 25. August 1977 vom Landratsamt Main-Tauber-Kreis verliehen: „In Blau unter einer goldenen (gelben) Königskrone eine schrägliegende goldene (gelbe) Turnierstange, an der linkshin eine eingekerbte, von Silber (Weiß) und Rot gevierte Fahne (‚Würzburger Fähnlein‘) flattert.“ Flagge: Weiß-Rot.                                                                |
| Niederstetten      |        | Wappen in Siegeln seit 1614 bewiesen, heutige Form am 24. Juni 1957 vom Innenministerium bestätigt. Flagge am 17. April 1967 vom Innenministerium verliehen: „In Blau eine aus dem Unterrand emporkommende silberne (weiße) Burg mit durchgehender gequaderter Zinnenmauer und zwei Zinnentürmen mit roten Spitzdächern, zwischen ihnen auf gestufter Zinne an schwarzem Mast eine rot-silberne (rot-weiße) Hissflagge, das Tor belegt mit einem fünfmal von Rot und Silber (Weiß) gespaltenen Schild.“ Flagge: Rot-Weiß.                                   |
| Tauberbischofsheim |        | Heutiges Wappenbild in seit 1309 belegten Siegeln. Helm seit 1744 durch Mitra ersetzt, später erscheinen hinter Mitra ein Doppelkreuz und Bischofsstab. Heutiges Wappen mit Flagge am 14. Dezember 1961 vom Innenministerium verliehen: „In Rot ein silberner (weißer) Topfhelm in Vorderansicht, dessen beiderseits aufwärts flatternde silberne (weiße) Befestigungsbänder in je einer oberen großen und einer unteren kleinen silbernen (weißen) Rosette enden, auf dem Helm als Kleinod ein siebenspeichiges silbernes (weißes) Rad.“ Flagge: Weiß-Rot. |
| Weikersheim        |        | Wappenfiguren erscheinen im ältesten, in Abdrücken seit 1435 belegten Siegel. In Siegelabdrücken aus 1593 werden die Figuren von zwei Löwen über den Symbolen der Sonne, des Mondes und des Merkur gehalten. Heutiges Wappen am 7. November 1949 von der württemberg-badischen Landesregierung, Flagge am 31. Mai 1968 vom Innenministerium verliehen: „In Rot unter einer goldenen (gelben) Krone der silberne (weiße) Großbuchstabe W.“ Flagge: Blau-Weiß.                                                                                                |
| Wertheim           |        | Wappen der Grafen von Wertheim erscheint im ältesten, 1316 nachgewiesenen Siegel: „In geteiltem Schild oben in Gold (Gelb) ein aus der Teilung wachsender, rot bewehrter schwarzer Adler, unten in Blau drei (2:1) silberne (weiße) Rosen.“ Flagge: Gelb-Blau. |

## Flaggen der Gemeinden im Main-Tauber-Kreis
| Gemeinde       | Flagge | Kommentare |
| Ahorn          |        | Wappen und Flagge am 4. Februar 1980 vom Landratsamt Main-Tauber-Kreis verliehen: „In Rot ein schräges silbernes (weißes) Ahornblatt.“ Flagge: Weiß-Rot. |
| Assamstadt     |        | Vom Generallandesarchiv Karlsruhe vorgeschlagenes Wappen im Dezember 1895 angenommen. Flagge am 25. September 1979 vom Landratsamt Main-Tauber-Kreis verliehen: „In geteiltem und fünfmal von Rot und Silber (Weiß) in verwechselten Farben gespaltenem Schild ein achtspeichiges Rad in verwechselten Farben.“ Flagge: Rot-Weiß. |
| Großrinderfeld |        | 1589 verwendetes Siegel der ehemaligen Gemeinde zeigte Rind unter Mainzer Rad. Wappen zeigt seit 1901 im silbernen Schild auf grünem Boden ein schreitendes schwarzes Rind, darüber ein achtspeichiges rotes Rad. Heutiges Wappen und Flagge am 20. Oktober 1978 vom Landratsamt Main-Tauber-Kreis verliehen: „In Gold (Gelb) auf grünem Boden (Feld) ein schreitendes schwarzes Rind, links oben eine gestürzte rote Pflugschar.“ Flagge: Rot-Gelb. |
| Igersheim      |        | Wappen am 19. Oktober 1537 vom Deutschmeister Walter von Cronberg, Flagge am 5. April 1967 vom Innenministerium verliehen: „In halb gespaltenem und geteiltem Schild oben vorne in Silber (Weiß) ein durchgehendes schwarzes Kreuz, hinten von Silber (Weiß) und Rot geteilt, auf der Teilung zwei blaue Eisenhütlein, unten in Gold (Gelb) über grünem Dreiberg die schwarzen Großbuchstaben I und G.“ Flagge: Grün-Gelb.                           |
| Königheim      |        | Kanne erscheint in im 18. Jahrhundert nachgewiesenem Siegel, auf dem steinernen Bogen des 1499 entstandenen Ölbergs, am 1707 erweiterten Rathaus und auf Marksteinen des 18. Jahrhunderts. Vom Generallandesarchiv Karlsruhe vorgeschlagene Wappenfarben im Juli 1901 angenommen. Flagge am 8. Dezember 1980 vom Landratsamt Main-Tauber-Kreis verliehen: „In Rot eine goldene (gelbe) Kanne mit Deckel.“ Flagge: Gelb-Rot.                          |
| Werbach        |        | Wappen und Flagge am 4. Mai 1979 vom Landratsamt Main-Tauber-Kreis verliehen: „Aus einer erniedrigten Schildteilung emporkommend oben in Silber (Weiß) ein achtspeichiges rotes Rad, unten in Blau zwei fünfblättrige silberne (weiße) Rosen nebeneinander.“ Flagge: Rot-Weiß. |
| Wittighausen   |        | Wappen und Flagge am 10. April 1979 vom Landratsamt Main-Tauber-Kreis verliehen: „In Blau ein siebenspeichiges silbernes (weißes) Rad, oben besteckt mit drei goldenen (gelben) Spießen mit je einem linkshin flatternden, eingekerbten, von Silber (Weiß) und Rot gevierten Fähnlein (‚Würzburger Fähnlein‘).“ Flagge: Weiß-Blau. |